# Kowayna
Kowayna é uma aldeia na região de Gabú (Guiné Bissau). Aladji Boubacar Diallo estabelece a sua zauia antes de construir uma mesquita no lugar que lhe servia de retiro espiritual. O homem santo está enterrado perto da sua mesquita  que reúne, toda sexta-feira, os muçulmanos de Kowayna e del aldeias vizinhas.